# Five by Five
Five By Five er den anden EP fra The Rolling Stones, og blev udgivet i 1964. Det er optaget i Chess Studios i Chicago samme juni. Five By Five blev udgivet i august i England, kort tid efter deres debutalbum The Rolling Stones var udgivet.
På grund af at Mick Jagger og Keith Richards stadig var i gang med at udvikle deres sangskrivning, blev kun "Empty Heart" og "2120 South Michigan Avenue" krediteret til Nanker Phelge, et pseudonym for bandet. Resten af albummet består af R’n’B covers fra deres favorit artister. Andrew Loog Oldham producerede Five By Five.
Five By Five blev nummer 7. på den engelske single charts, mens dens fem numre kom med på deres andet amerikanske album 12 X 5 senere i 1964.
Albummet var ude af handlen i årtier, før ABKCO Records udgav det i en box serie ved navnet Singles 1963-1965.

## Spor
1. "If You Need Me" (Robert Bateman/Wilson Pickett) – 2:03
2. "Empty Heart" (Nanker Phelge) – 2:37
3. "2120 South Michigan Avenue" (Nanker Phelge) – 2:07
  -  Den fulde optagelse kunne høres på 12 X 5, da der manglede tid før det kunne blive færdig til EP udgivelsen i 1964.
4. "Confessin' The Blues" (Jay McShann/Walter Brown) – 2:48
5. "Around And Around" (Chuck Berry) – 3:05